# Kombinacja norweska na Zimowej Uniwersjadzie 2015 – konkurs drużynowy
Konkurs drużynowy w kombinacji norweskiej na Zimowej Uniwersjadzie 2015 został rozegrany 31 stycznia. Złoty medal zdobyła drużyna Niemiec, w składzie Johannes Wasel, Tobias Simon i David Welde. Polska drużyna w składzie: Mateusz Wantulok, Szczepan Kupczak, Adam Cieślar zajęła czwarte miejsce.

## Wyniki
| Miejsce | Reprezentacja    | Zawodnicy                                              | Nota i miejsce po skokach | Czas biegu |
| ------- | ---------------- | ------------------------------------------------------ | ------------------------- | ---------- |
| złoto   | Niemcy           | Johannes Wasel, Tobias Simon, David Welde              | 326,2 (3)                 | 42:33,2    |
| srebro  | Japonia          | Gō Yamamoto, Aguri Shimizu, Takehiro Watanabe          | 330,4 (2)                 | +10,1      |
| brąz    | Rosja            | Samir Mastijew, Nijaz Nabiejew, Erniest Jachin         | 303,3 (4)                 | +27,8      |
| 4.      | Polska           | Mateusz Wantulok, Szczepan Kupczak, Adam Cieślar       | 337,0 (1)                 | +1:14,3    |
| 5.      | Ukraina          | Ołeh Wiliwczuk, Wiktor Pasicznyk, Rusłan Bałanda       | 267,8 (6)                 | +3:55,2    |
| 6.      | Drużyna mieszana | Aleksiej Seregin, Wiaczesław Barkow, Wojciech Marusarz | 174,3 (7)                 | +4:13,1    |
| 7.      | Czechy           | Petr Kutal, Martin Zeman, Vit Hacek                    | 296,5 (5)                 | DNF        |